# Reppie Waste-to-Energy Plant
De Reppie Waste-to-Energy Plant is een energiecentrale in Ethiopië. De energiecentrale wekt energie op door de verbranding van afval. Dit proces wordt Energie-uit-Afval genoemd, of Waste-to-Energy in het Engels. De centrale produceert 25 MW door de dagelijkse verbranding van 1.400 ton aan huishoudelijk afval. Het is de eerste Energie-uit-Afval-centrale in Afrika.

## Geschiedenis
De centrale is ontworpen en gebouwd door Cambridge Industries Ltd. (CIL) in samenwerking met China National Electric Engineering Co. (CNEEC). In 2014 begon de constructie van de energiecentrale met een geschatte kost van $118 miljoen. In augustus 2018 werd de energiecentrale in gebruik genomen.